# Tadeusz Emich
Tadeusz Emich (ur. 7 września 1891 – stracony 2 kwietnia 1940 roku w Palmirach) – inżynier rolnik, administrator folwarku Kręczki.
W latach 1928–1935 uczył uprawy roli i roślin łąkowych, oraz chemii w Państwowej Średniej Szkoły Rolniczo-Leśnej w Żyrowicach. W styczniu 1940 roku uwięziony wraz z żoną Heleną (zamordowana w Palmirach 14 kwietnia 1940) i trojgiem dzieci przez niemieckie władze okupacyjne w związku ze sprawą Polskiej Ludowej Akcji Niepodległościowej. 